# Sinthusa stephaniae
Sinthusa stephaniae är en fjärilsart som beskrevs av Hayashi, Schroder och Colin G.Treadaway 1978. Sinthusa stephaniae ingår i släktet Sinthusa och familjen juvelvingar. Inga underarter finns listade i Catalogue of Life.

## Bildgalleri

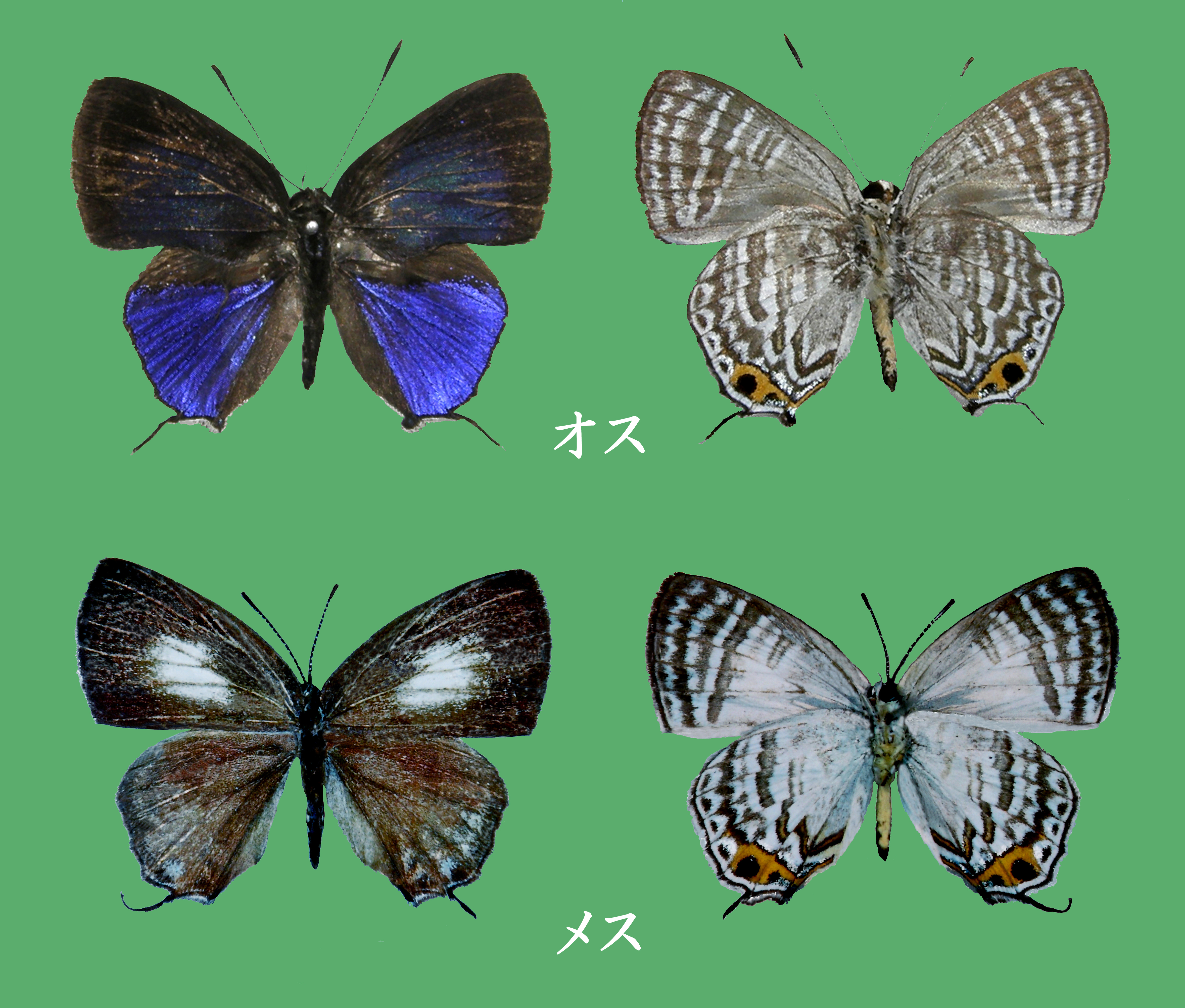